# Nucené zmizení
Nucené zmizení je situace, kdy jakákoli osoba je jakýmkoli způsobem zbavena svobody (vězněna, internována, zadržena atd.) orgány státu či kterýmikoli skupinami osob jednajícími s jeho povolením nebo podporou či jen s jeho vědomím, přičemž je v rozporu s právem odmítáno uznání faktu zadržení, zatajován osud či místo pobytu těchto osob.
Nucené zmizení často znamená následnou vraždu. Oběť je v takovém případě unesena, nezákonně zadržena a často mučena během výslechu, následně zavražděna a tělo skryto. Vražda je obvykle utajovaná a je zabráněno náhodnému nalezení těla. Vrazi poté mohou smrt hodnověrně popřít, jelikož nikdo nemá důkazy potvrzující smrt oběti. 
Podle Římského statutu Mezinárodního trestního soudu, který vstoupil v platnost 1. července 2002, je nucené zmizení pokud je spácháno jako součást rozsáhlých a systematických útoků proti civilnímu obyvatelstvu kvalifikováno jako zločin proti lidskosti a nemůže proto být promlčeno. Valné shromáždění OSN přijalo 20. prosince 2006 Mezinárodní úmluvu o ochraně všech osob před nuceným zmizením, jež vstoupila v platnost 23. prosince 2010. Česká republika podepsala tuto úmluvu 19. července 2016 prostřednictvím ministra zahraničí Lubomíra Zaorálka.
Nucené zmizení využívají také autoritářské režimy, aby se udržely u moci vyvoláváním zdání, že něco takového je normální. Tomu může také napomáhat obtížnost boje proti vládě, která tajně vraždí své občany. Příkladem takových následků je argentinská Špinavá válka.

## Zákony týkající se lidských práv
Podle mezinárodního práva je unášení a následné ukrývání lidé státem je, pokud je tato činnost označitelná jako "vynucené zmizení" nebo "nucené zmizení", nepřijatelné již od přijetí VDPA (Vienna Declaration and Programme of Action). Nucení zmizení využívané během ozbrojeného konfliktu, jako třeba rozkaz Nacht und Nebel vydaný Třetí  říší, může být považován za válečný trestný čin. 
V únoru 1980 byla Spojenými národy ustanovena Pracovní skupina pro nucené nebo nedobrovolné zmizení. Jejím hlavním úkolem je asistovat rodinám s vypátráním osudu jejich nezvěstných příbuzných, které údajně stát nedobrovolně zmizel. V srpnu 2014 ohlásila pracovní skupina 43250 nevyřešených případů nuceného zmizení v 88 rozdílných zemích. 
Mezinárodní úmluva o ochraně všech osob před nuceným zmizením schválená valným shromážděným OSN 20. prosince 2006 také uvádí, že systematické používání nucených zmizeních je zločinem proti lidskosti. Úmluva dává každému právo nebýt nuceně zmizen. Kromě toho také dává rodinám obětí tohoto zločinu právo vyžadovat odškodnění a právo na pravdu o osudech zmizelých. Úmluva také zakazuje odebrání narozených dětí během věznění nuceně zmizelých. 
Nucené zmizení funguje na dvou úrovních: nejenom že umlčuje kritiky režimu, také vytváří pocit nejistoty a strachu v celém státě, odrazuje další, kteří mohou režim kritizovat. Nucená zmizení mají za následek porušení mnoha fundamentálních lidských práv. Pro zmizelou osobu to zahrnuje svobodu pohybu, právo na spravedlivý proces, právo na obhajobu a porušení rovnosti před zákonem. 